# هرمان فرانتس موریتس کپ
هرمان فرانتس موریتس کپ (آلمانی: Hermann Franz Moritz Kopp؛ ۳۰ اکتبر ۱۸۱۷ – ۲۰ فوریهٔ ۱۸۹۲) یک شیمی‌دان در زمینه تاریخ شیمی اهل آلمان بود.